# Doniños
Doniños(llamada oficialmente San Román de Doniños) es una parroquia y un barrio español del municipio de Ferrol, en la provincia de La Coruña, Galicia.

## Entidades de población
Entidades de población que forman parte de la parroquia:
- Chouxa (A Chousa)
- Cariño
- Doniños
- Fontá
- Mougá
- Confurco (O Confurco)
- Pieiro (O Pieiro)
- Balón (Valón)
- Balón Vello (Valón Vello)
- Vilar

## Demografía

### Parroquia
| Gráfica de evolución demográfica de Doniños (parroquia) entre 2000 y 2019 |
|                                                                           |
| Datos según el nomenclátor publicado por el INE.                          |

### Barrio
| Gráfica de evolución demográfica de Doniños (barrio) entre 2000 y 2019 |
|                                                                        |
| Datos según el nomenclátor publicado por el INE.                       |